# Wout van Elzakker
Wout van Elzakker (Hoogerheide, 14 november 1998) is een Nederlands wielrenner die in 2021 één seizoen als beroepsrenner reed voor het Italiaanse Vini Zabù.

## Carrière
Van Elzakker liep in 2017 stage bij Metec-TKH Continental Cyclingteam p/b Mantel. In 2019 ging hij rijden voor de Luxemburgse ploeg Team Differdange-GeBa aan het einde van dat jaar stopte de ploeg. Ondanks dat hij in 2020 geen enkele wedstrijd reed maakt hij vanaf 2021 deel uit van de Italiaanse wielerploeg Vini Zabù.

## Ploegen
2017 –  Metec-TKH Continental Cyclingteam p/b Mantel (stage per 1 augustus)
2019 –  Team Differdange-GeBa
2021 –  Vini Zabù
2022 –  Bahrain Cycling Academy
Bartolozzi · Bertazzo · M. Bevilacqua · S. Bevilacqua · De Bonis · Di Renzo · Frapporti · González · Gradek · Iacchi · Mareczko · Orrico · Pearson · Petelin · Schneiter · Stacchiotti · Stojnić · Tortomasi · van Elzakker · van Empel · Zardini · Ferri (stagiair) · Masotto (stagiair) · Tosin (stagiair)